# Liopropoma longilepis
Liopropoma longilepis là một loài cá biển thuộc chi Liopropoma trong họ Cá mú. Loài này được mô tả lần đầu tiên vào năm 1899.

## Phân bố và môi trường sống
L. longilepis có phạm vi phân bố ở Đông Thái Bình Dương. Loài cá này chỉ được tìm thấy ở vịnh California, khu vực phía nam của vịnh Panama và ngoài khơi Costa Rica. L. longilepis sống xung quanh các rạn san hô và đá ngầm ở độ sâu từ 120 đến 250 m.

## Mô tả
L. longilepis có chiều dài cơ thể tối đa được ghi nhận là 26 cm. Nửa trên của đầu và thân có màu hồng, nửa dưới màu trắng bạc (chuyển sang màu đỏ đồng nhất khi đã chết). Mống mắt màu lam xám. Một dải màu vàng nâu từ phía trước mắt đến mõm; phía sau mắt là một sọc đỏ, nằm dọc theo đường giữa cơ thể trải dài đến chính giữa vây đuôi. Ở trên dài sọc đỏ này là một dải màu vàng, trải dài từ gáy đến rìa trên của vây đuôi. Đỉnh hàm trên có một đường sọc màu vàng. Các vây chủ yếu có màu hồng nhạt; ngoại trừ phần biên của vây lưng, rìa trên và dưới của đuôi, cạnh trước của vây hậu môn và vây bụng là màu vàng. Đuôi xẻ thùy. Vây có các vảy dọc theo hầu hết các tia vây.
Số gai ở vây lưng: 8; Số tia vây mềm ở vây lưng: 12; Số gai ở vây hậu môn: 3; Số tia vây mềm ở vây hậu môn: 9; Số tia vây mềm ở vây ngực: 15; Số gai ở vây bụng: 1; Số tia vây mềm ở vây bụng: 5.